# Мессьє 46

Мессьє 46 (також відоме як М46 та NGC NGC 2437) є розсіяним скупченням у сузір'ї Корми.

## Історія відкриття
Скупчення відкрив і каталогізував Шарль Мессьє 19 лютого 1771.

## Цікаві характеристики
M46 лежить на відстані приблизно 5400 світлових років від Землі. Його передбачуваний вік приблизно 300 мільйонів років. Скупчення містить приблизно 500 зірок, з яких 150 мають зоряною величиною 13. Його просторовий діаметр — приблизно 30 світлових років.
На перший погляд здається, що Планетарна туманність NGC 2438 лежить у межах скупчення, але насправді це об'єкт переднього плану.

## Спостереження

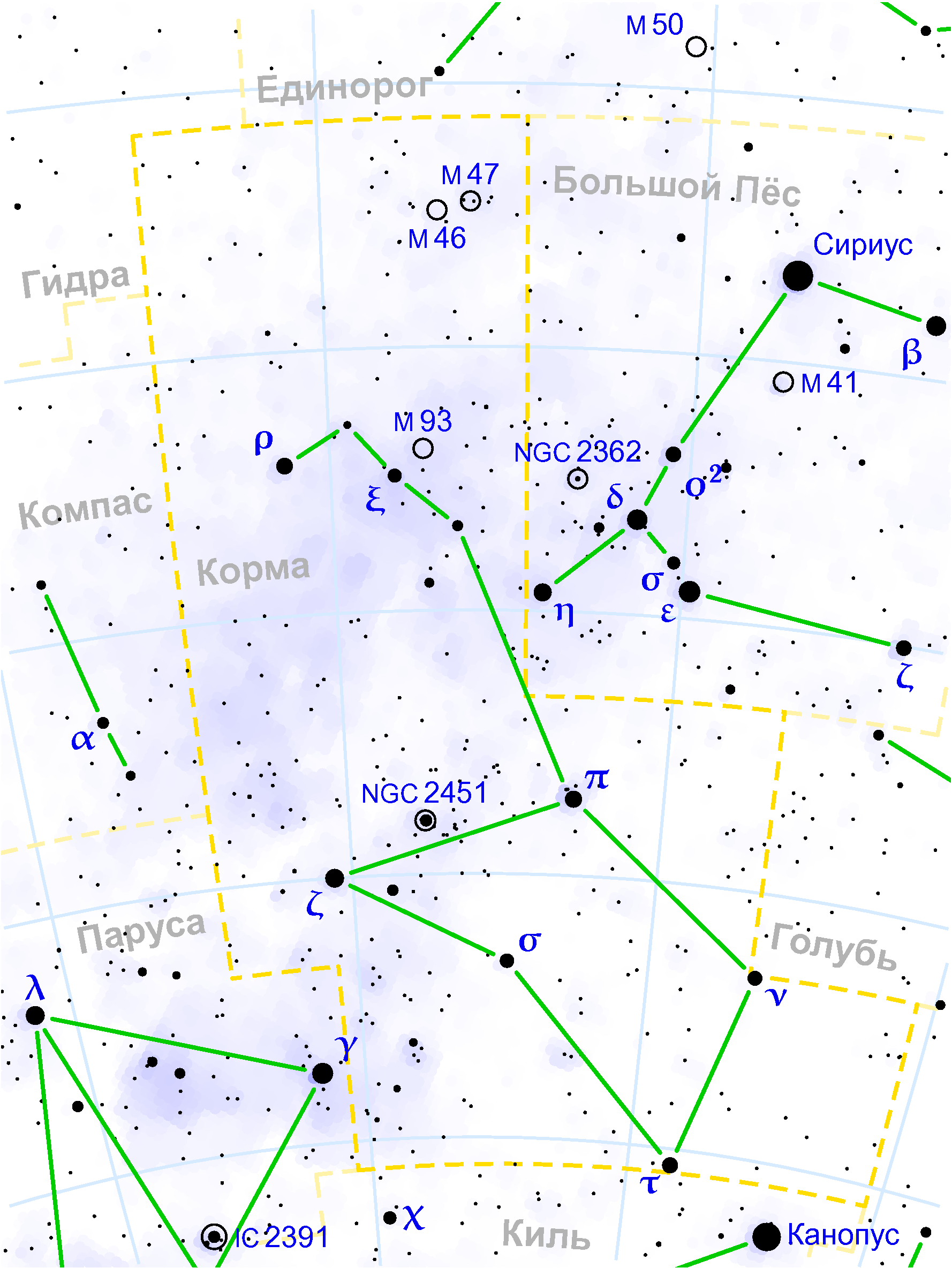
Розсіяне скупчення M46 у сузір'ї Корма

Воно рідко спостерігається в середніх широтах. Скупчення лежить у сузір'ї Корми — фрагмента колись величезного сузір'я «Корабель Арго». Але й «фрагмент» величезний — з помірних широт північної півкулі зимовими вечорами ми можемо спостерігати тільки північну — меншу й не настільки багату яскравими зірками — частина сузір'я Корми. Сузір'я Корми (через нього проходить Чумацький Шлях) особливо багате різноманітними розсіяними скупченнями. Так пощастило, що М46 — найцікавіше — лежить у його північній частині.
Для того, щоб знайти це скупчення на нічному небі, буде потрібно запастися щонайменше біноклем, для неозброєного ока М46 не доступно. Приблизно в 5 градусах на південь від неяскравої α Єдинорога скупчення видно в бінокль як туманне світіння округлої форми трохи на схід від сусіднього скупчення зірок М47. У телескоп помірної апертури (127—180 мм) дифузне світіння розпадається на величезну кількість неяскравих зірок, які щільно заповнюють поле зору окуляра. Характерна особливість скупчення одразу впадає в око — округла різко окреслена пляма планетарної туманності NGC 2438 трохи на північний схід від центру М46. Це одна з рідкісних сполучень — яскраве і багате розсіяне скупчення і представницька планетарна туманність випадково накладені один на одного.

### Сусіди по небу з каталогу Мессьє
- М47 — (західніше в півтора градусах) скупчення не таке багате, але зібране з яскравіших зірок;
- М93 — (ще південніше) тьмяніше скупчення;
- М48 — (на північний схід, в Гідрі) багате і яскраве, доступніше для спостережень скупчення;
- М50 — (на північний захід, в Єдинорога) компактне скупчення;
- М41 — (на захід, у Великого Пса під Сіріусом) дуже багате і яскраве скупчення.

### Послідовність спостереження в «Марафоні Мессьє»
… М50 → М93 →М46 → М47 → М48 …

## Навігатори
Координати:  07г 41.8м 00с, −14° 49′ 00″